# Asperula cyrenaica
Asperula cyrenaica är en måreväxtart som först beskrevs av Ernest Armand Durand och Jean François Gustave Barratte, och fick sitt nu gällande namn av Renato Pampanini. Asperula cyrenaica ingår i släktet färgmåror, och familjen måreväxter. Inga underarter finns listade i Catalogue of Life.